# Nokia-areena
Die Nokia-areena (auch bekannt als Tampereen Kannen areena, Tampereen keskusareena oder Tampereen monitoimiareena) ist eine Mehrzweckhalle im Zentrum der finnischen Großstadt Tampere, Region Pirkanmaa, im Südwesten des Landes. Sie ersetzt die Tampereen jäähalli von 1965 als Heimspielstätte der Eishockeyclubs Tampereen Ilves und Tappara. Die Arena wurde im Dezember 2021 fertiggestellt und am 15. Dezember 2021 offiziell eröffnet.

## Geschichte
Der Entwurf geht auf den US-amerikanischen Architekten und Stadtplaner Daniel Libeskind zurück. Die Mehrzweckhalle ist Teil eines Bauprojektes, aus dem das neue Stadtviertel Tampereen Kansi entstehen soll. Am 19. Januar 2010 genehmigte der Stadtrat von Tampere den Vorschlag der Stadtregierung für den Bau des Projekts Tampereen Kansi und der Keskusareena. Das Gelände für die Mehrzweckhalle, eine Trainingshalle und ein Parkhaus wurde für 60 Jahre an die Bauherren SRV verpachtet. Die Stadt steuert 18,7 Mio. Euro zur Errichtung der Bauten bei. Des Weiteren unterstützt die Stadt das Immobilienunternehmen bei der Zahlung der Grundmiete sowie der Grundsteuer.  Nach der Fertigstellung der Halle wird die Tampereen jäähalli in ein Sportzentrum umgewandelt.
Ende August des Jahres wurde bekannt, dass die neue Arena im Dezember 2021 fertiggestellt werden soll. Schon vor der Eröffnung im Oktober 2021 verlor Uros Group jedoch die Namensrechte wegen finanzieller Schwierigkeiten. Die Halle wird ein Hotel mit 273 Zimmern, ein Restaurant sowie ein Casino bieten. Die Arena wird über 52 Logen (Boxes) verfügen, 46 der Logen werden 15 bis 18 Personen Platz bieten. Die weiteren sechs Logen werden über Platz für 40 Besucher verfügen. Das Hotel wird des Weiteren ein eigenes Restaurant, eine Bar, eine Dachterrasse und eine Saunawelt bieten. 70 der Hotelzimmer verfügen über eine eigene Sauna und 15 Zimmer werden einen Balkon bieten. Die vier Konferenzräume des Hotels sollen kombiniert bis zu 340 Plätze bieten.
Die Eishalle soll bei Eishockeyspielen, je nach Breite der Eisfläche, 13.300 (28 m) bis 13.500 Sitzplätze (26 m) bieten. Das Platzangebot zu Konzerten bewegt sich zwischen 12.000 und 15.000. Mit dem öffentlichen Personennahverkehr wird die Halle im Stadtzentrum gut erreichbar sein. Um die Arena sollen 2500 Parkplätze verfügbar sein. Dies wäre eine Verdoppelung zur Tampereen jäähalli.
Die ersten Veranstaltungen in der neuen Arena waren zwei Eishockeyspiele der Liiga am 3. und 4. Dezember 2021. Die erste Partie verlor Tappara gegen Ilves vor 13.000 Zuschauern mit 3:6. Am Tag darauf war Ilves Gastgeber für Tappara und Tappara revanchierte sich mit einem 0:7 beim Stadtrivalen. Die offizielle Eröffnungsveranstaltung war für den 15. Dezember angesetzt. Dabei fanden Auftritte der Rockgruppe Eppu Normaali und des Philharmonischen Orchesters Tampere statt. Anfang 2022 standen der italienische Tenor Andrea Bocelli und der britische Musiker Sting auf dem Veranstaltungskalender.
Die neue Halle war neben der Helsingin Jäähalli in Helsinki Hauptspielort der Eishockey-Weltmeisterschaft der Herren 2022. Da Russland die Eishockey-Weltmeisterschaft der Herren 2023, wegen des russischen Überfalls auf die Ukraine 2022, entzogen wurde, findet die WM, neben der Arena Riga in Riga, in der Nokia-areena in Tampere statt.
Am 6. März 2023 wurde die Arena als eine von vier Spielstätten der Basketball-Europameisterschaft 2025 ausgewählt. Im August 2022 war die Nokia-areena Schauplatz des Qualifikationsspiels Finnland gegen Israel zur Basketball-Weltmeisterschaft 2023. Finnland bezwang Israel mit 79:73 und qualifizierte sich später als erste europäische Mannschaft für das Turnier.

## Name
Im März 2020 wurde die Uros Group, ein Technologieunternehmen aus Oulu, Namenssponsor der Arena. Der Vertrag hatte eine Laufzeit von mindestens zehn Jahren. Die Arena hieß Uros Live. Im Oktober 2021 entschied der Verwaltungsrat der Arena, den Namensvertrag mit dem Technologieunternehmen Uros aufzulösen. Der Grund für die Entscheidung sind finanzielle und sonstige Unklarheiten bei Uros. Vorerst hieß die Mehrzweckhalle wieder Tampereen Kannen areena. Die Arena gehört zu 40 Prozent der Stadt Tampere. Die anderen 60 Prozent halten LähiTapiola, eine Finanzgruppe, die Versicherungsdienstleistungen anbietet, die OP Financial Group, die Rentenversicherung Ilmarinen sowie das Bauunternehmen SRV Yhtiöt Oyj.
Am 19. November 2021 wurde ein neuer Vertrag mit dem Telekommunikationskonzern Nokia über fünf Jahre mit einer Option auf fünf weitere Jahre bekannt gegeben. Die Halle trägt den Namen Nokia-areena (deutsch Nokia Arena). Nokia wurde 1865 in Tampere gegründet. Der Konzern wird ein 5G-Netz in der Arena einrichten.

## Galerie

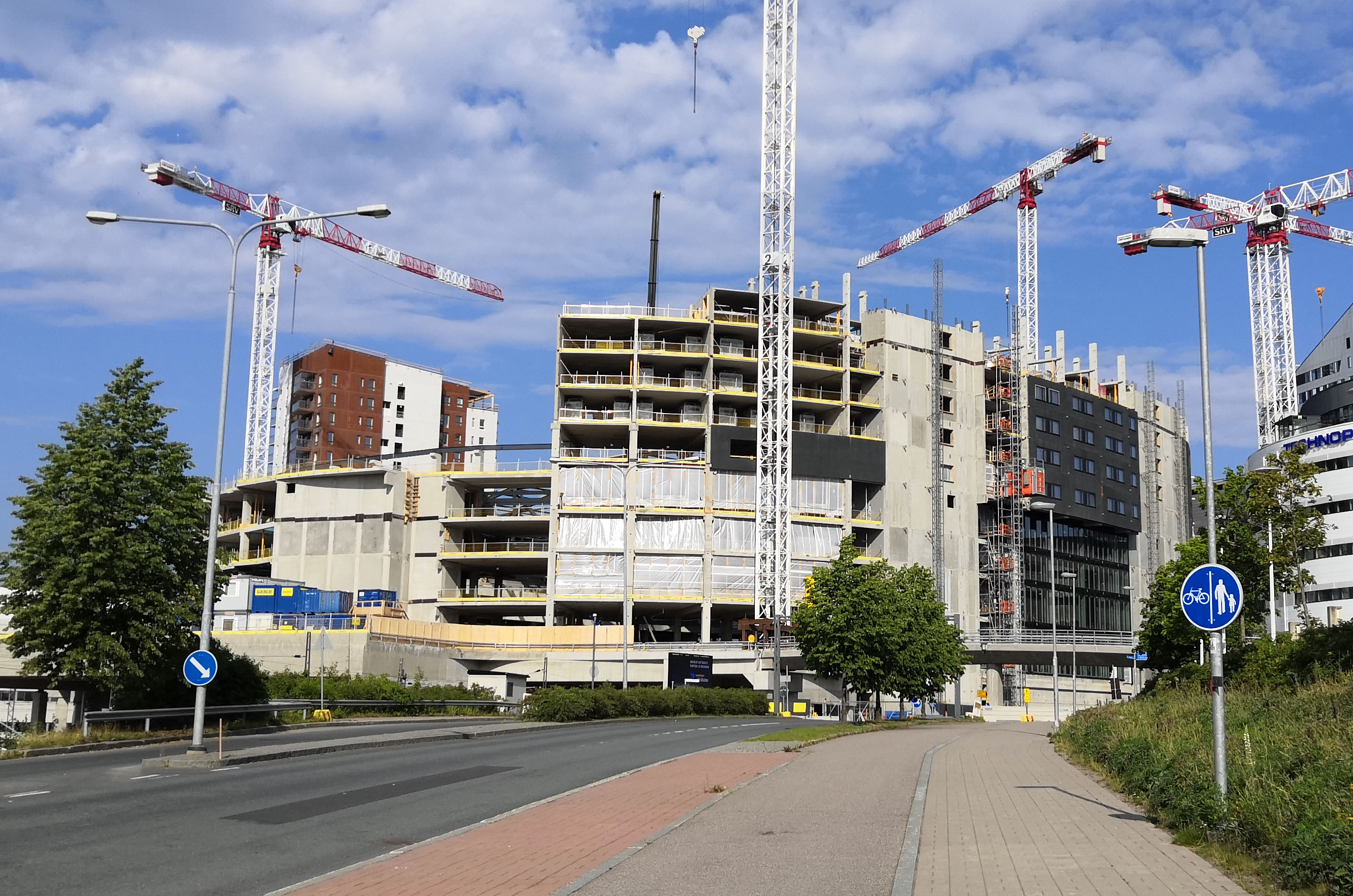
August 2020
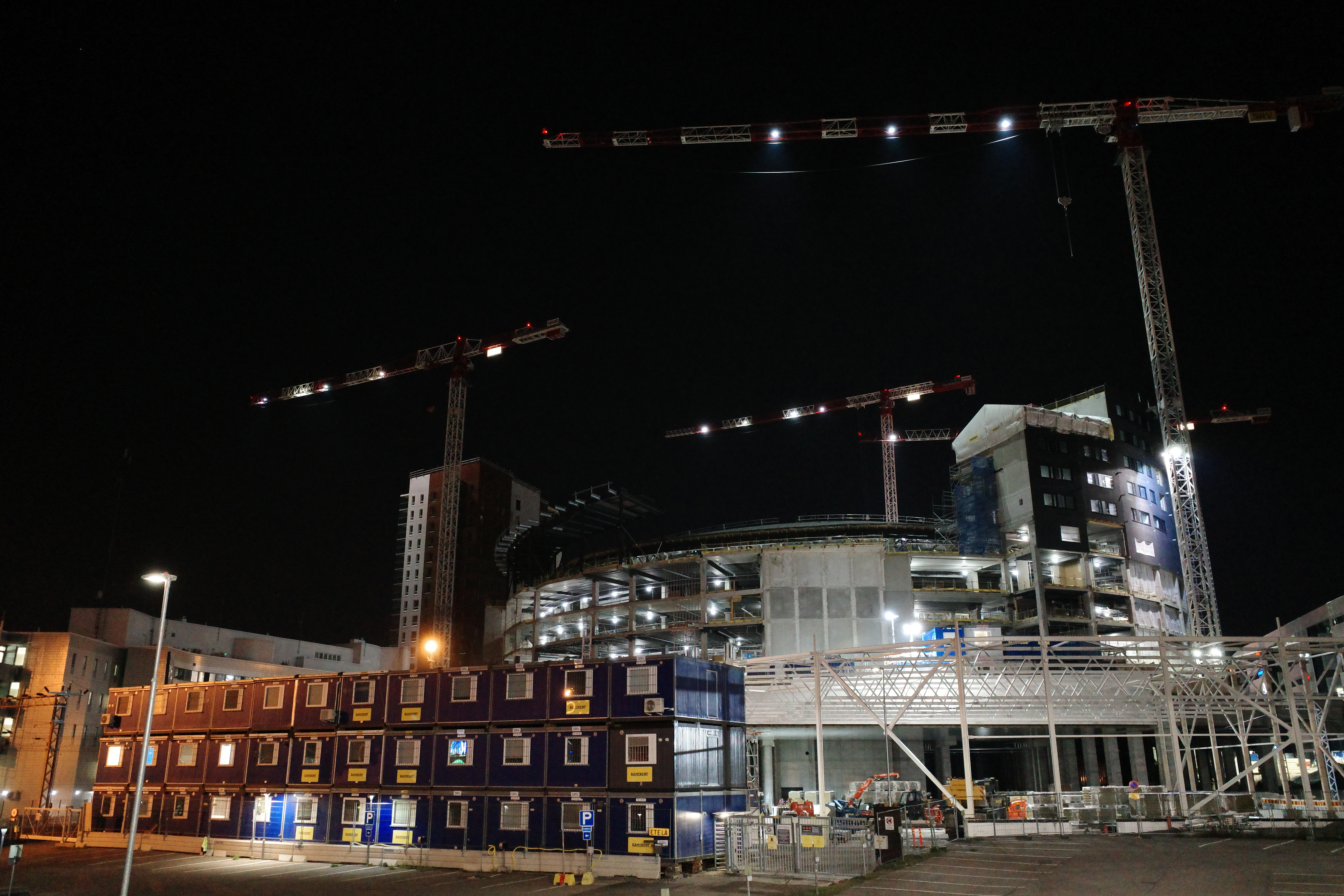
Die Baustelle im Oktober 2020
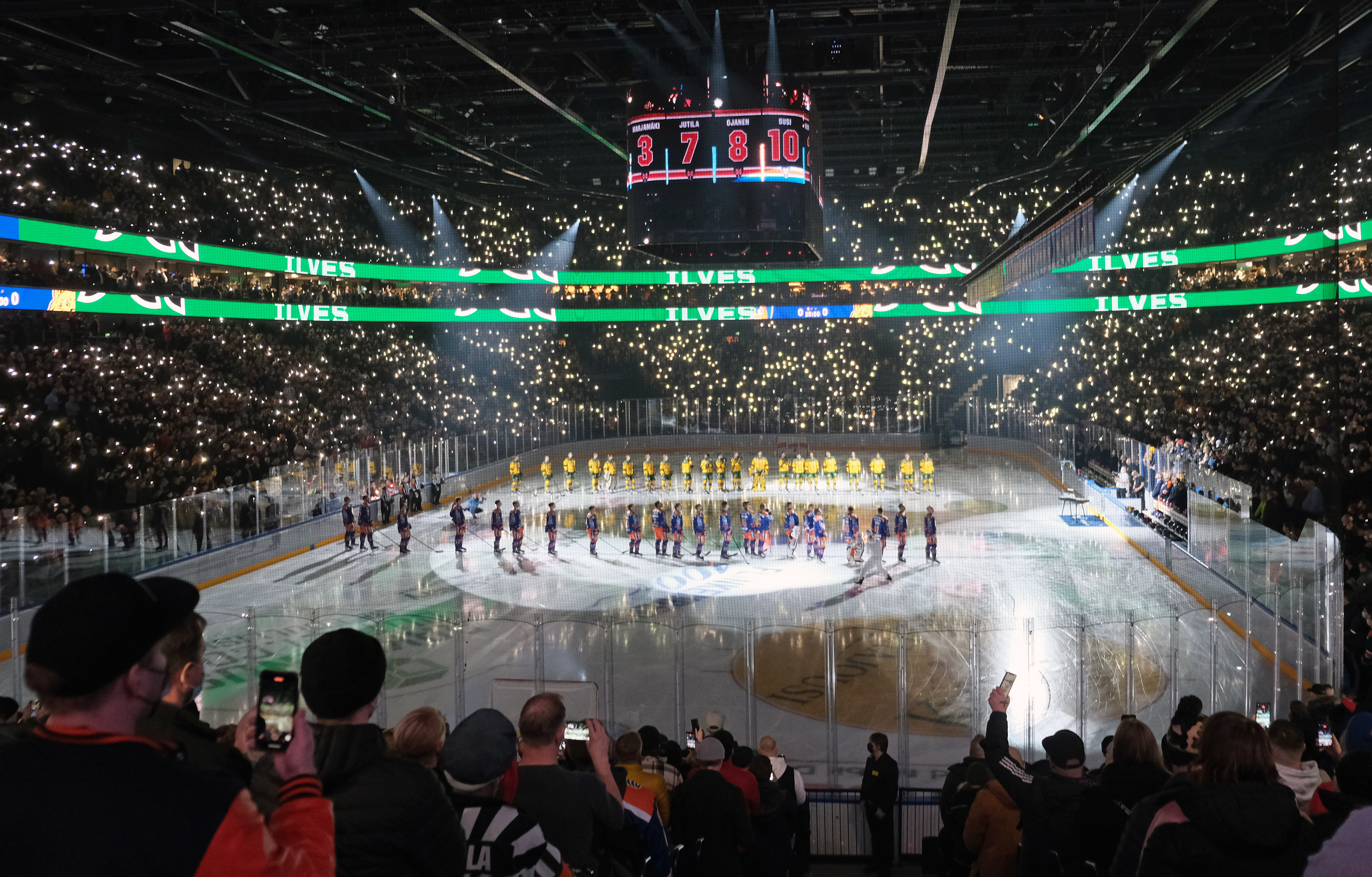
Erstes Spiel in der Arena am 3. Dezember 2021 zwischen Tappara und Ilves 3:6